# Tapawa Foulbé
Tapawa Foulbé est un village de la commune de Banyo situé dans la région de l'Adamaoua et le département du Mayo-Banyo au Cameroun.

## Population
En 1967, Tapawa Foulbé comptait 110 habitants, principalement Foulbe.
Lors du recensement de 2005, 149 personnes y ont été dénombrées.